# Curling-Weltmeisterschaft der Herren 2017
Die Curling-Weltmeisterschaft der Herren 2017 fand vom 1. bis 9. April 2017 im Northlands Coliseum in Edmonton, Alberta, statt. Weltmeister wurde das Team aus Kanada um Skip Brad Gushue. Es war der 36. Titelgewinn für Kanada.

## Qualifikation
Die folgenden Nationen qualifizierten sich für eine Teilnahme an den Curling-Weltmeisterschaften der Herren 2017:
- Kanada (Gastgeber)
- Ein Team aus der Amerika-Zone
  -  Vereinigte Staaten
- Acht Teams der Curling-Europameisterschaft 2016
  -  Schweden
  -  Norwegen
  -  Schweiz
  -  Russland
  -  Deutschland
  -  Schottland
  -  Italien
  -  Niederlande
- Die zwei besten Teams der Curling-Pazifik-Asienmeisterschaft 2016
  -  Japan
  -  Volksrepublik China

## Teams
| Volksrepublik China | Deutschland | Italien |
| --- | --- | --- |
| Harbin CC, Harbin Skip: Liu Rui Third: Xu Xiaoming Second: Ba Dexin Lead: Zang Jialiang Alternate: Zou Qiang                                   | Baden Hills G&CC, Rheinmünster Skip: Alexander Baumann Third: Manuel Walter Second: Daniel Herberg Lead: Ryan Sherrard Alternate: Sebastian Schweizer | A.S.D. Trentino Curling, Cembra Fourth: Amos Mosaner Skip: Joël Retornaz Second: Andrea Pilzer Lead: Daniele Ferrazza Alternate: Simone Gonin     |
| Japan | Kanada | Niederlande |
| Karuizawa CC, Karuizawa Skip: Yūsuke Morozumi Third: Tetsurō Shimizu Second: Tsuyoshi Yamaguchi Lead: Kōsuke Morozumi Alternate: Kosuke Hirata | Bally Haly G&CC & St. John’s CC, St. John’s Skip: Brad Gushue Third: Mark Nichols Second: Brett Gallant Lead: Geoff Walker Alternate: Thomas Sallows  | CC PWA Zoetermeer, Zoetermeer Skip: Jaap van Dorp Third: Wouter Gösgens Second: Laurens Hoekman Lead: Carlo Glasbergen Alternate: Alexander Magan |
| Norwegen | Russland | Schottland |
| Oppdal CK, Oppdal Skip: Steffen Walstad Third: Markus Høiberg Second: Magnus Nedregotten Lead: Alexander Lindström Alternate: Sander Rølvåg    | Moskvitch CC, Moskau Skip: Alexei Timofejew Third: Alexei Stukalski Second: Timur Gadschichanow Lead: Artur Razhabov Alternate: Evgeny Klimov         | Curl Aberdeen, Aberdeen Skip: David Murdoch Third: Greg Drummond Second: Scott Andrews Lead: Michael Goodfellow Alternate: Ross Paterson          |
| Schweden | Schweiz | Vereinigte Staaten |
| Karlstads CK, Karlstad Skip: Niklas Edin Third: Oskar Eriksson Second: Rasmus Wranå Lead: Christoffer Sundgren Alternate: Henrik Leek          | CC Genève, Genf Fourth: Benoît Schwarz Third: Claudio Pätz Skip: Peter de Cruz Lead: Valentin Tanner Alternate: Romano Meier                          | Duluth CC, Duluth Skip: John Shuster Third: Tyler George Second: Matt Hamilton Lead: John Landsteiner Alternate: Joseph Polo                      |

## Round Robin
| Schlüssel | Schlüssel                     |
| --------- | ----------------------------- |
|           | Qualifiziert für die Playoffs |

| Locale              | Skip              | W  | L  | PF | PA | Ends Gewonnen | Ends Verloren | Punktlose Ends | Gestohlene Ends | Treffer % |
| ------------------- | ----------------- | -- | -- | -- | -- | ------------- | ------------- | -------------- | --------------- | --------- |
| Kanada              | Brad Gushue       | 11 | 0  | 94 | 35 | 45            | 29            | 9              | 11              | 92 %      |
| Schweden            | Niklas Edin       | 9  | 2  | 85 | 52 | 46            | 39            | 10             | 7               | 86 %      |
| Schweiz             | Peter de Cruz     | 8  | 3  | 70 | 58 | 44            | 40            | 15             | 10              | 84 %      |
| Vereinigte Staaten  | John Shuster      | 8  | 3  | 72 | 56 | 45            | 38            | 9              | 12              | 83 %      |
| Volksrepublik China | Liu Rui           | 6  | 5  | 72 | 70 | 41            | 43            | 9              | 5               | 83 %      |
| Schottland          | David Murdoch     | 6  | 5  | 69 | 60 | 47            | 41            | 14             | 11              | 86 %      |
| Japan               | Yūsuke Morozumi   | 5  | 6  | 68 | 64 | 42            | 44            | 5              | 9               | 81 %      |
| Norwegen            | Steffen Walstad   | 5  | 6  | 64 | 71 | 46            | 41            | 15             | 13              | 83 %      |
| Italien             | Joel Retornaz     | 4  | 7  | 63 | 72 | 38            | 45            | 13             | 7               | 79 %      |
| Deutschland         | Alexander Baumann | 3  | 8  | 51 | 77 | 37            | 47            | 17             | 6               | 80 %      |
| Niederlande         | Jaap van Dorp     | 1  | 10 | 50 | 89 | 40            | 45            | 12             | 8               | 78 %      |
| Russland            | Alexei Timofejew  | 0  | 11 | 47 | 96 | 34            | 51            | 8              | 5               | 76 %      |

## Playoffs
|  | Page-Playoffs | Page-Playoffs      | Page-Playoffs |   |          | Halbfinale | Halbfinale | Halbfinale |          |   | Finale | Finale | Finale |
|  |               |                    |               |   |          |            |            |            |          |   |        |        |        |
|  | 1             | Kanada             | 7             |   |          |            |            |            |          |   |        |        |        |
|  | 2             | Schweden           | 4             |   |          |            |            |            |          | 1 | Kanada | 4      |        |
|  | 2             | Schweden           | 4             | 2 | Schweden | 6          |            |            |          | 1 | Kanada | 4      |        |
|  |               |                    |               | 2 | Schweden | 6          |            | 2          | Schweden | 2 |        |        |        |
|  |               | 3                  | Schweiz       | 5 |          |            |            | 2          | Schweden | 2 |        |        |        |
|  | 3             | 3                  | Schweiz       | 5 | Schweiz  | 11         |            |            |          |   |        |        |        |
|  | 3             |                    |               |   | Schweiz  | 11         |            |            |          |   |        |        |        |
|  | 4             | Vereinigte Staaten | 4             |   |          |            |            |            |          |   |        |        |        |

|  | Spiel um Platz 3 |                    |   |
|  |                  |                    |   |
|  |                  |                    |   |
|  | 3                | Schweiz            | 7 |
|  | 4                | Vereinigte Staaten | 5 |

### 1. gegen 2.
Freitag, 7. April, 19:00 Uhr
| Team     |    | 1 | 2 | 3 | 4 | 5 | 6 | 7 | 8 | 9 | 10 | Gesamt |
| -------- | -- | - | - | - | - | - | - | - | - | - | -- | ------ |
| Kanada   | 🔨 | 1 | 1 | 1 | 0 | 0 | 0 | 3 | 0 | 1 | X  | 7      |
| Schweden |    | 0 | 0 | 0 | 1 | 0 | 1 | 0 | 2 | 0 | X  | 4      |

### 3. gegen 4.
Samstag, 8. April, 14:00 Uhr
| Team               |    | 1 | 2 | 3 | 4 | 5 | 6 | 7 | 8 | 9 | 10 | Gesamt |
| ------------------ | -- | - | - | - | - | - | - | - | - | - | -- | ------ |
| Schweiz            | 🔨 | 2 | 0 | 2 | 2 | 0 | 2 | 0 | 3 | X | X  | 11     |
| Vereinigte Staaten |    | 0 | 2 | 0 | 0 | 1 | 0 | 1 | 0 | X | X  | 4      |

### Halbfinale
Samstag, 8. April, 19:00 Uhr
| Team     |    | 1 | 2 | 3 | 4 | 5 | 6 | 7 | 8 | 9 | 10 | 11 | Gesamt |
| -------- | -- | - | - | - | - | - | - | - | - | - | -- | -- | ------ |
| Schweden | 🔨 | 0 | 1 | 0 | 0 | 2 | 0 | 2 | 0 | 0 | 0  | 1  | 6      |
| Schweiz  |    | 0 | 0 | 2 | 0 | 0 | 1 | 0 | 1 | 0 | 1  | 0  | 5      |

### Spiel um Platz 3
Sonntag, 9. April, 12:00 Uhr
| Team               |    | 1 | 2 | 3 | 4 | 5 | 6 | 7 | 8 | 9 | 10 | Gesamt |
| ------------------ | -- | - | - | - | - | - | - | - | - | - | -- | ------ |
| Vereinigte Staaten |    | 1 | 0 | 1 | 1 | 0 | 0 | 0 | 1 | 0 | 1  | 5      |
| Schweiz            | 🔨 | 0 | 2 | 0 | 0 | 0 | 0 | 4 | 0 | 1 | 0  | 7      |

### Finale
Sonntag, 9. April, 18:00 Uhr
| Team     |    | 1 | 2 | 3 | 4 | 5 | 6 | 7 | 8 | 9 | 10 | Gesamt |
| -------- | -- | - | - | - | - | - | - | - | - | - | -- | ------ |
| Kanada   | 🔨 | 0 | 1 | 0 | 1 | 0 | 0 | 0 | 0 | 2 | X  | 4      |
| Schweden |    | 0 | 0 | 1 | 0 | 1 | 0 | 0 | 0 | 0 | X  | 2      |